# Santa Muerte
Ne doit pas être confondu avec San La Muerte.
 (septembre 2017).
Si vous disposez d'ouvrages ou d'articles de référence ou si vous connaissez des sites web de qualité traitant du thème abordé ici, merci de compléter l'article en donnant les références utiles à sa vérifiabilité et en les liant à la section « Notes et références ».
Nuestra Señora de la Santa Muerte (« Notre dame de la Sainte Mort »), ou Santísima Muerte, est un personnage du folklore d'Amérique Latine.

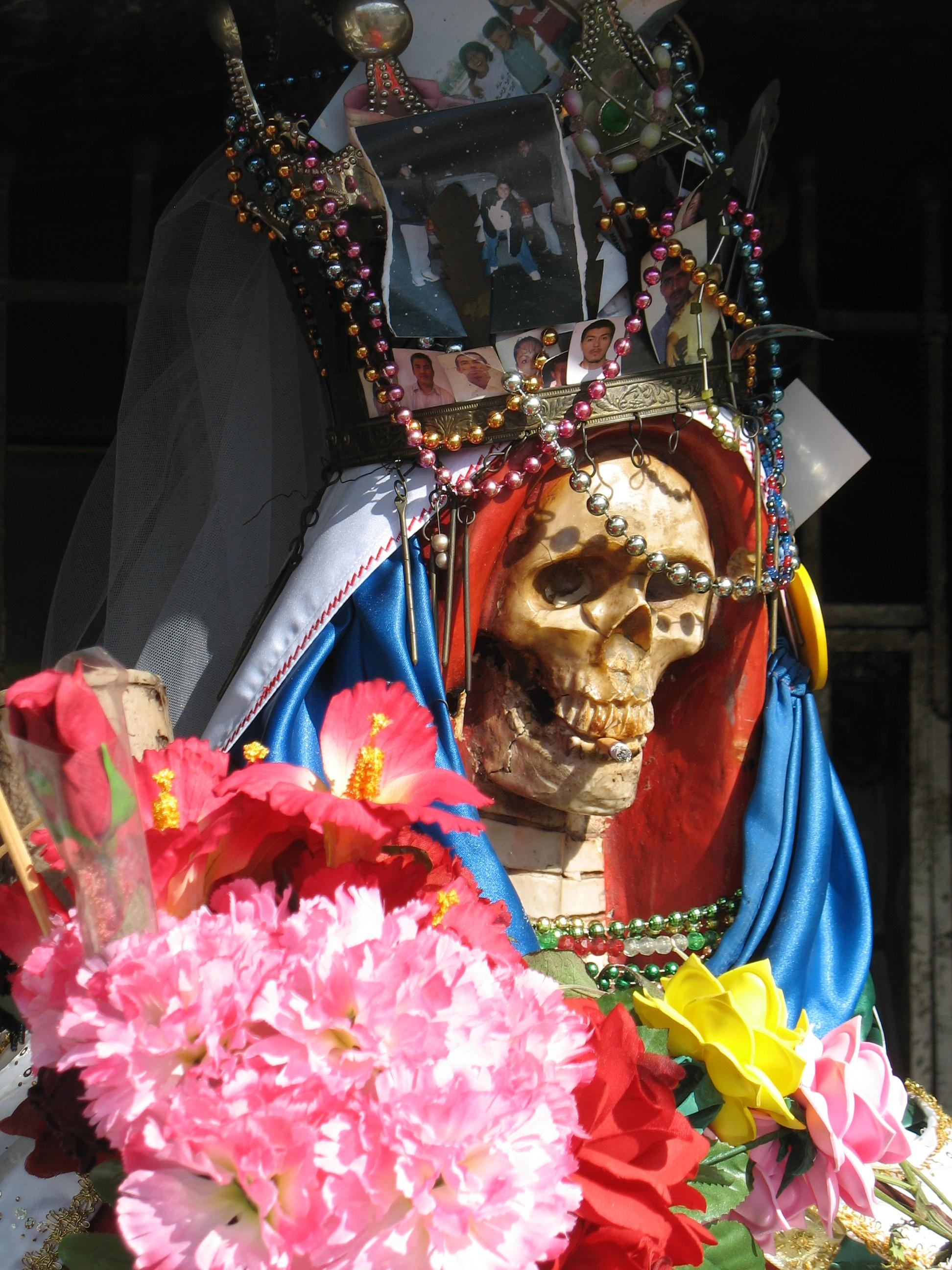
Santa Muerte à Nuevo Laredo.

Elle personnifie la mort, de manière similaire à la Grande faucheuse dans les folklores européens.
Contrairement à elle, cependant, elle est associée à des attributs positifs comme la guérison ou la protection.
Diverses Églises ( baptiste, presbytérienne, méthodiste) rejettent voire condamnent sa vénération, la considérant comme diabolique. L'Église catholique ne soutient pas le culte de la Santa Muerte mais ne le désapprouve pas pour autant, puisque l'image de la Santa Muerte renvoie à la Vierge Marie étant dans la croyance catholique, une mortelle.

## Nom
La Santa Muerte est désignée sous de nombreux noms :
- la Flaca ou la Flaquita (la maigrichonne), la Huesuda (l'osseuse)
- la Niña Bonita (la jolie fille), la Niña Santa (la sainte fille)
- la Niña Blanca (la fille blanche), la Hermana Blanca (la sœur blanche), la Señora Blanca (la dame blanche)
- la Señora Negra (la dame noire), la Señora de las Sombras (la dame des ombres)
- la Dama Poderosa (la dame puissante), la Madrina (la marraine)
- la Santa Sebastiana (la Sainte Sébastienne), Doña Sebastiana (dame Sébastienne)[1], par assimilation à un culte antérieur du Nord du Mexique[2].

## Histoire
L'histoire du culte est un long processus d'évolution qui peut se diviser en deux étapes. Une première étape de gestation dans lesquels se fondent différents éléments : le culte préhispanique, le catholicisme de l'époque coloniale, ceci jusqu'au milieu du XXe siècle. Puis une seconde étape rapide où se conjuguent tous les éléments qui lui donnent sa forme actuelle, cette étape étant imputée à un environnement de marginalisation sociale, de pauvreté et de délinquance.

## Origine syncrétique
Le culte de la Santa Muerte trouve ses origines dans un syncrétisme qui associe et entrecroise différents cultes distincts. Ainsi, on retrouve l'influence combinée du culte préhispanique des morts, mais aussi celui des dieux aztèques et mayas, ainsi que celle de l'Église catholique.
Les éléments principaux sont les suivants :
- Ah Puch : dieu maya, roi de Xibalba, et du monde souterrain. Décrit comme un squelette ou cadavre avec un visage de jaguar (ou de hibou) orné de cloches.
- Mictlantecuhtli et Mictecacihuatl : dieu et déesse aztèques de la Mort, de l'Obscurité et de Mictlan « le royaume des morts ».
- Le jour des morts : fête mexicaine d'origine préhispanique qui fait honneur aux défunts le 1er et le 2 novembre, et qui coïncide avec les fêtes catholiques de la Toussaint et de la Fête des morts.
- Notre-Dame de Guadalupe : nom donné à la Vierge Marie lors de son apparition à un indigène du Mexique en 1531.
- L'onction des malades : sacrement des Églises catholique romaine, orthodoxes de tout genre et anglicanes par lequel celui qui souffre est confié à la compassion du Christ.
- Apocalypse : la mort comme l'un des Quatre Chevaliers de l'Apocalypse dans la première partie du chapitre 6 de l'Apocalypse, et Hadès dans la dernière moitié du chapitre 20 de l'Apocalypse.
- La Mort : dans la culture grecque et occidentale, il existe depuis longtemps une figuration de la mort. L'image de la mort est souvent représentée par un squelette avec une faux, et parfois avec une tunique noire qui le couvre de la tête aux chevilles. Ces éléments apparaissent clairement dans le culte actuel.

### Détails du culte préhispanique
Les racines de la croyance dateraient de l'époque préhispanique, avec Mictlantecuhtli et Mictecacihuatl, dieu et déesse de la Mort, l'Obscurité et le Mictlan « le royaume des morts ». Les hommes et les femmes qui mouraient de causes naturelles s'y rendaient, mais le chemin n'était pas facile. Avant de se présenter devant le dieu et la déesse de la Mort, il fallait passer par de nombreux obstacles : des pierres qui s'entrechoquent, des déserts et des collines, un crocodile appelé Xochitonal, un vent de pierres tranchantes d'obsidienne, et une rivière abondante que le mort traversait avec l'aide d'un chien qui était sacrifié le jour de ses obsèques (Xoloizcuintl). À l'animisme préhispanique, on peut associer la vie des différents saints catholiques, dans le style du santería cubain, qui combine des traditions animistes africaines avec le catholicisme.[Information douteuse]
Dans la tradition, on remettait aux maîtres de l’inframundo des offrandes. Ces offrandes sont encore présentes sur les autels de la Santa Muerte.[réf. nécessaire]
Mictlantecuhtli et Mictecacihuatl sont sans nul doute les divinités à qui on recommandait les morts, mais aussi qui étaient invoqués par tous ceux qui désiraient le pouvoir de la mort. Leur temple, Templo Mayor, se trouvait dans la capitale antique du Mexique, Mexico-Tenochtitlan.
Une partie de ces croyances préhispaniques reste latente dans la culture populaire mexicaine et se concrétise ainsi dans le culte en fêtant joyeusement le jour des morts le 1er novembre.[Information douteuse]

### Origine moderne dans la culture populaire
La légende populaire, qui est supposée transmise de bouche à oreille, indiquerait que ce culte est né autour des années 1960. Dans la ville de Catemaco, au Mexique, un autochtone aurait vu le visage de la Santa Muerte apparaître dans sa hutte et serait allé demander au prêtre local de vérifier l'image et de la considérer comme sainte, mais cela fut catégoriquement refusé et son adoration sera listée dans les rites satanistes.[Information douteuse]
Il en résulte que ce culte se transmettait d'une personne à une autre, sans avoir d'organisation fixe, du fait de la crainte d'être vu comme sataniste, du moins jusqu'à ce jour.[Information douteuse] La Santa Muerte est adorée ou vénérée surtout par les personnes qui mettent quotidiennement leur vie en danger, mais les citadins l'invoquent aussi pour la protection et la récupération de la santé, d'articles volés, ou encore des membres séquestrés de la famille. La similitude avec le culte de San La Muerte uruguayen est manifeste.[réf. nécessaire]
La Mort peut être représentée sous une forme masculine ou féminine. Au masculin, elle est habillée de manière ténébreuse, avec une faux et un chapelet. Féminine, elle est vêtue d'une longue tunique blanche de satin et d'une couronne d'or.

## Dans la culture populaire
Le culte de la Santa Muerte apparait dans le premier épisode de la saison 3 de Breaking Bad .

## Lectures complémentaires
- Lorusso, Fabrizio. Santa Muerte. Patrona dell'umanità (Stampa Alternativa/Nuovi Equilibri, 2013)  (ISBN 9788862223300)
- Chesnut, R. Andrew. Devoted to Death: Santa Muerte, the Skeleton Saint (Oxford University Press, 2012)  (ISBN 0199764654)